# Tokos

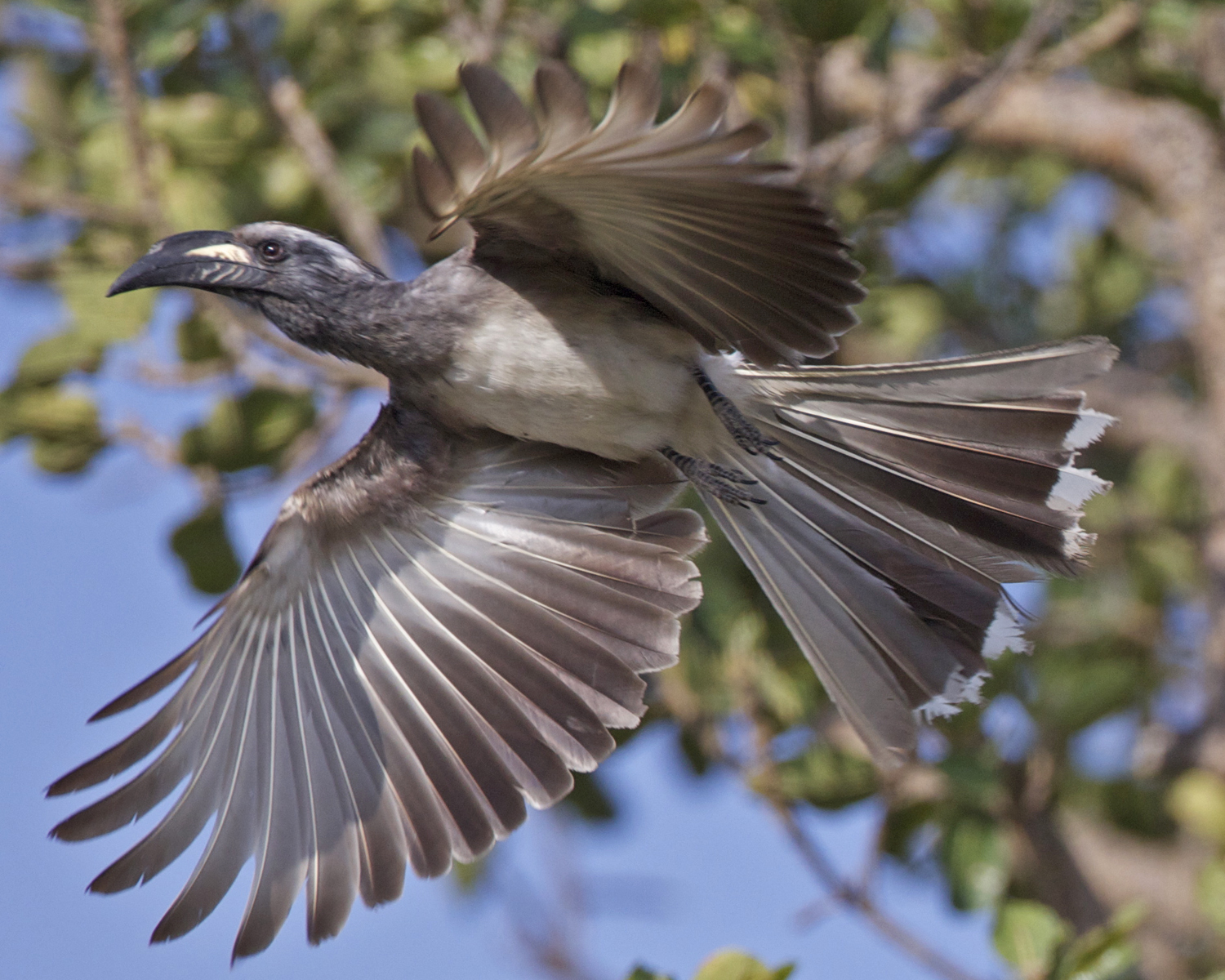
Grautoko

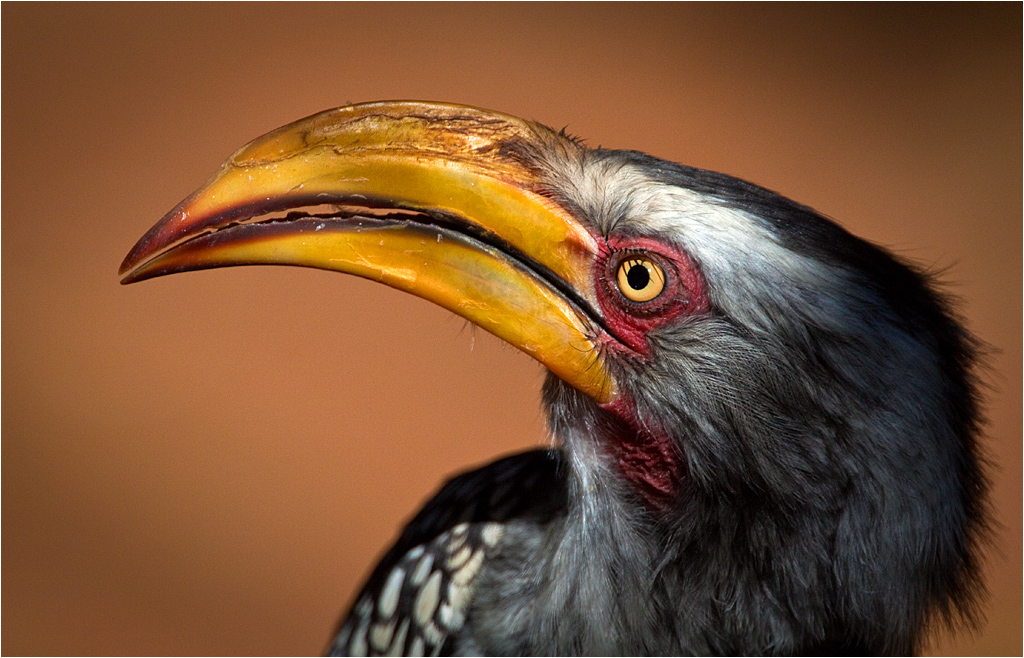
Nahaufnahme eines Südlichen Gelbschnabeltokos

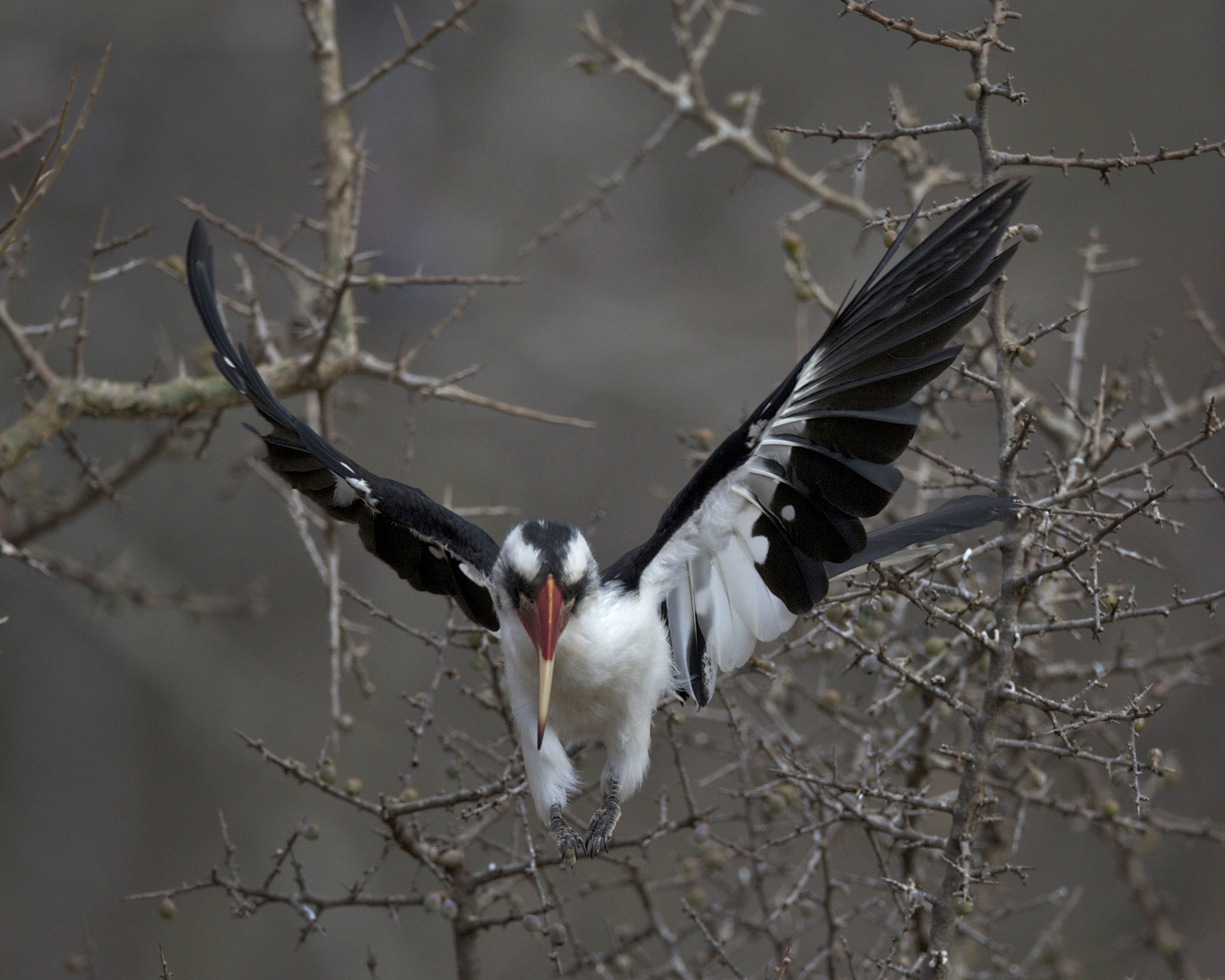
Auffliegender Deckentoko

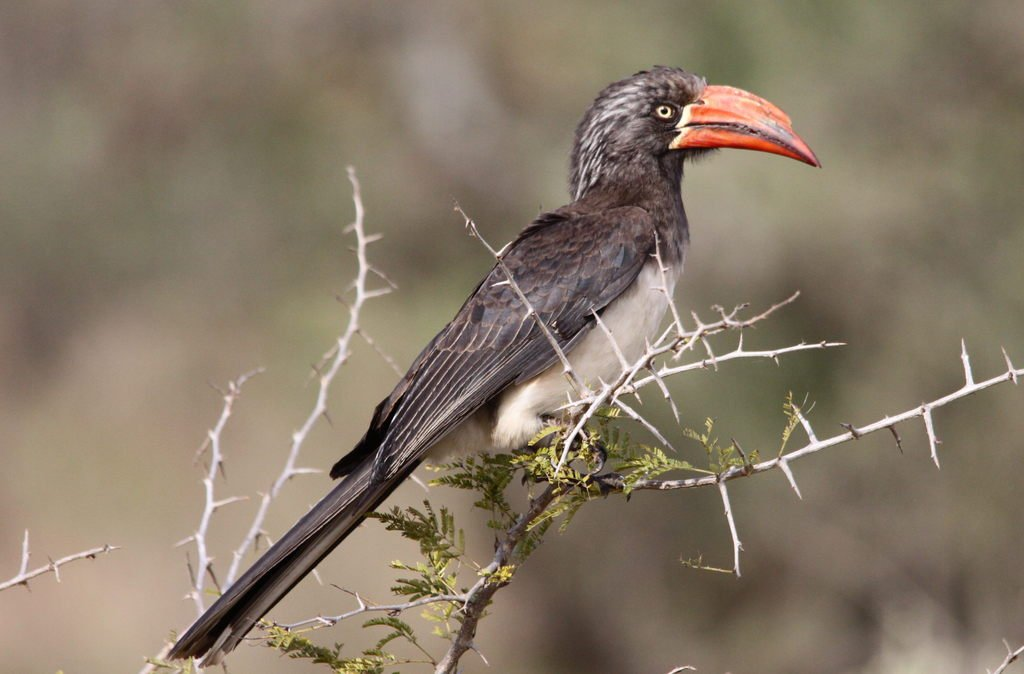
Kronentoko

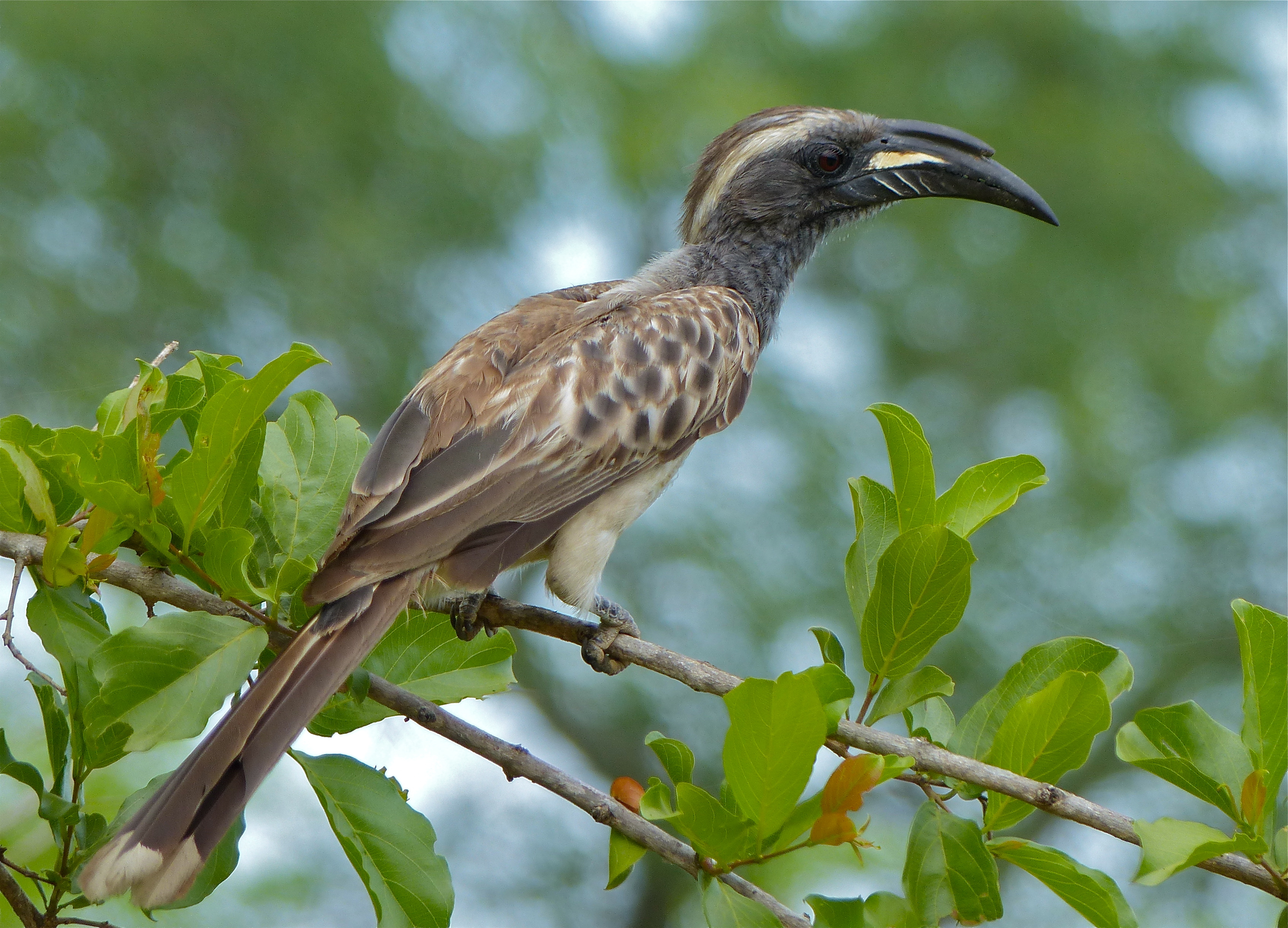
Grautoko, Männchen

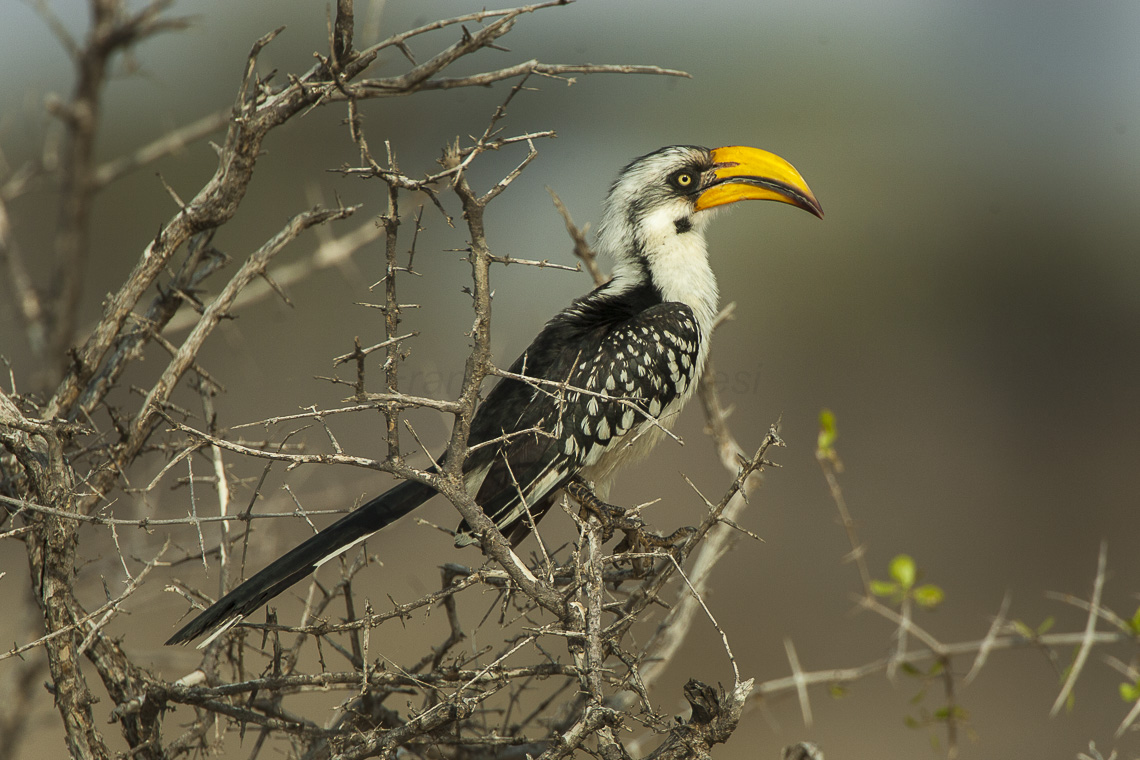
Östlicher Gelbschnabeltoko, Kenia

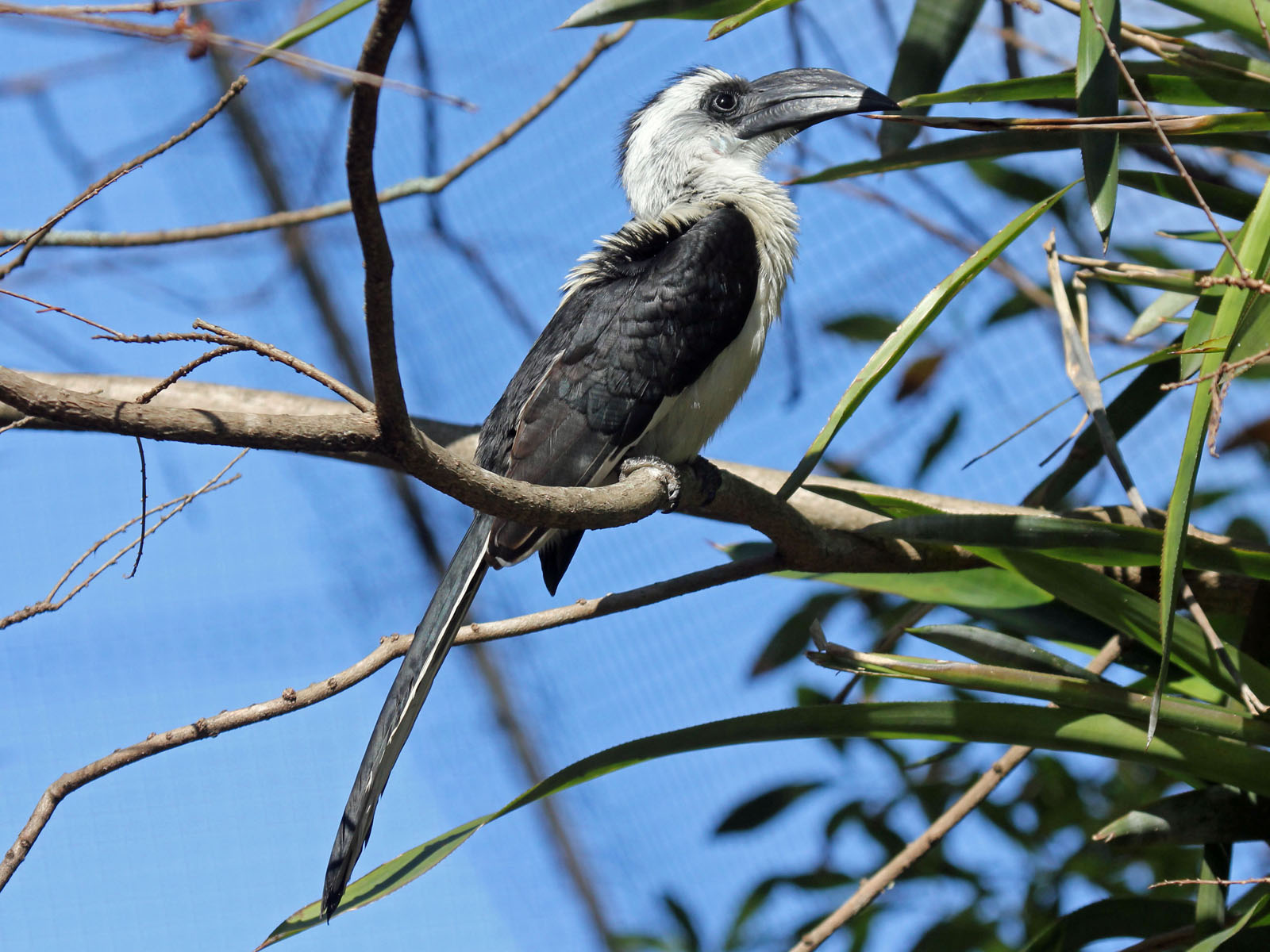
Decken-Toko, Weibchen

Als Tokos werden im Deutschen die Arten der Gattung Tokos (Tockus) bezeichnet. Die Gattung Tockus umfasst 15 Arten. Innerhalb der Familie der Nashornvögel stellen sie die größte Gattungsgruppe dar. Das Verbreitungsgebiet dieser Arten ist Afrika, der Grautoko kommt auch auf der Arabischen Halbinsel vor.

## Merkmale und Lebensweise
Tokos sind kleine bis mittelgroße Nashornvögel. Kennzeichnend für sie ist, dass nur die Haut um das Auge und eine kleine Partie an der Kehlbasis unbefiedert sind. Bei den meisten Arten dieser Gattung ist das nashornvogeltypische Horn auf einen wenig auffälligen Schnabelfirst reduziert.

## Fortpflanzung
Tokos sind monogame Vögel und nur von einer Art gilt ein kooperatives Brutgeschäft für wahrscheinlich.
Tokos nisten in Baumhöhlen oder Felsspalten. Wie für viele Nashörnvögel typisch, mauert das Weibchen den Eingang bis auf einen kleinen Spalt zu. Sie nutzt dafür überwiegend ihren eigenen Kot, Futterreste und Fruchtbrei. Nur bei einigen Arten wird auch Lehm verbaut. Das Gelege umfasst gewöhnlich zwischen drei bis fünf Eier. Eine Ausnahme ist der Jackson-Toko, dessen Gelege nur in Ausnahmefällen drei Eier umfasst, gewöhnlich aber nur aus zwei Eiern besteht. Das Weibchen durchläuft in der Bruthöhle die Mauser und ist bei einigen kleineren Arten mitunter sogar flugunfähig. Nicht brütende Weibchen dagegen mausern so, dass sie ihre Flugfähigkeit behalten, Brütende Weibchen verlassen die Bruthöhle, noch bevor die Nestlinge flügge sind. Die Nestlinge mauern dann erneut die Bruthöhle bis auf einen schmalen Spalt zu.

## Lebensraum
Bis auf den Zwergtoko (Tockus camurus), der feuchte Sumpfgebiete bevorzugt, sind die Arten Buschland-, Savannen- und Waldbewohner. Der Monteiro-Toko, der nur in einem kleinen Gebiet in Namibia und Angola lebt, kommt auch in Halbwüsten vor und besiedelt von allen Tokos den Lebensraum mit den geringsten Niederschlägen. Er nutzt als Bruthöhle auch Felsspalten, die in seinem Habitat häufig sind.

## Arten
- Blassschnabeltoko (Tockus pallidirostris)
- Damara-Rotschnabeltoko (Tockus damarensis (Shelley, 1888))
- Decken-Toko, Von-der-Decken-Toko (Tockus deckeni)
- Elstertoko (Tockus fasciatus)
- Felsentoko (Tockus bradfieldi)
- Grautoko, Weißschopftotko (Tockus nasutus)
- Hemprich-Toko (Tockus hemprichii)
- Jackson-Toko (Tockus jacksoni)
- Kronentoko (Tockus albiterminatus)
- Monteiro-Toko (Tockus monteiri)
- Mopanetoko (Tockus rufirostris (Sundevall, 1850))
- Östlicher Gelbschnabeltoko, Gelbschnabeltoko (Tockus flavirostris)
- Rotschnabeltoko (Tockus erythrorhynchus)
- Senegaltoko (Tockus kempi Treca & Erard, 2000)
- Südlicher Gelbschnabeltoko (Tockus leucomelas)
- Tansaniatoko (Tockus ruahae Kemp & Delport, 2002)
- Zwergtoko, auch Rotschnabel-Zwergtoko oder Kamerun-Zwergtoko (Tockus camurus)

Dem Rotschnabeltoko wurden ursprünglich fünf Unterarten zugeordnet, denen mittlerweile alle Artstatus zugebilligt wird.

## Tokos und Mensch

### Dedikationsnamen
Eine Reihe der Tokos haben Artepithetons, die an die Leistungen bestimmter Personen erinnern:
- Der Decken-Toko (Tockus deckeni) wurde nach dem deutschen Forscher Baron Karl Klaus von der Decken (1833–1865) benannt. Von der Decken war ein Afrikaforscher, der während seiner letzten Expedition nach Somalia  in einen Kampf mit aufgebrachten Somali geriet, wobei von der Decken und viele Teilnehmer seiner Expedition ihr Leben verloren.[8]
- Das Artepitheton bradfieldi des Felsentokos (Tockus bradfieldi) ehrt das südafrikanische Ehepaar R. D. und M. Bradfield. R. D. Bradfield (1882–1949) war in Namibia nicht nur als Landwirt, sondern auch als Sammler und Naturwissenschaftler tätig. Der südafrikanische Ornithologe Austin Roberts, der Erstbeschreiber der Art, nannte diesen Toko nach dem Ehepaar, weil sie das Belegexemplar nahe ihrer Farm am Waterberg fanden und dieses ihm in Transvaal Museum sendeten.
- Mit der Unterart Tockus pallidirostris neumanni des Blassschnabeltokos ehrte der Erstbeschreiber Reichenow den deutschen Ornithologen und Afrikareisenden Oscar Neumann, der auf zwei langen Afrikareisen zahlreiche Vogelarten dieses Kontinents beschrieb.
- Die Bezeichnung Monteiro-Toko ehrt den Portugiesen Joachim João Monteiro (1833–1878). Monteiro war ein Bergbauingenieur, der aber gleichzeitig während seines Aufenthalts in Angola von 1860 bis 1875 Exemplare der dortigen Fauna und Flora sammelte.
- Der Jackson-Toko trägt seinen Namen zu Ehren von Frederick John Jackson (1859–1929), einem britischen Verwaltungsangestellten der Imperial British East Africa Company, späteren Kolonialbeamten, Entdecker und Naturwissenschaftler. Jackson erforschte bereits 1884 bis 1888 die ostafrikanische Küste im Gebiet des heutigen Kenias. Dem folgte im Auftrag der Imperial British East Africa Company 1889 eine gemeinsame Forschungsreise mit Arthur Henry Neumann in die Region zwischen Mombasa und dem Viktoriasee, die zu dem Zeitpunkt noch weitgehend unerschlossen war. Als Kolonialbeamter verwaltete er 1907 bis 1911 das britische East African Protectorate und von 1911 bis 1917 Uganda. Jackson war seit 1888 Mitglied der British Ornithologists’ Union und brachte von seinen Reisen zahlreiche Belegexemplare mit und veröffentlichte immer wieder in der ornithologischen Fachzeitschrift Ibis. Zum Zeitpunkt seines Todes arbeitete er an einem Werk über die Avifauna Ostafrikas.
- Der Hemprich-Toko trägt seinen Namen zu Ehren des preußischen Naturforschers Friedrich Wilhelm Hemprich. Hemprich war mit dem Naturforscher Christian Gottfried Ehrenberg befreundet und 1820/21 wurden beide von Martin Lichtenstein auf eine Expedition nach Ägypten eingeladen, die sie als Naturforscher unterstützen sollten. Auf einer zweiten Expedition von 1821 bis 1825 reisten sie den Nil entlang nach Süden, durchquerten die Wüste Sinai und den Libanon und bereisten das Rote Meer. Unterwegs sammelten sie naturhistorische Proben. Hemprich starb im Hafen von Massawa an Fieber.

### Haltung
Tokos werden erfolgreich in Zoologischen Gärten gehalten und auch gezüchtet. Sie erreichen in der Gefangenschaftshaltung zum Teil ein beträchtliches Lebensalter. Für den Grautoko sind 20 Jahre, für den Rotschnabeltoko 18 Jahre sowie für die Elstertoko und den Südlichen Gelbschnabeltoko 22 Jahre belegt.

## Einzelbelege
1. ↑   W. Grummt, H. Strehlow (Hrsg.): Zootierhaltung Vögel.  S. 537
2. ↑   Kemp: The Hornbills - Bucerotiformes. S. 109.
3. ↑  Kemp: The Hornbills – Bucerotiformes. S. 144.
4. ↑   Pagel, Marcordes:  Exotische Weichfresser. S. 82.
5. ↑   Artbeschreibung in The Atlas of Southern African Birds., aufgerufen am 3. Oktober 2016
6. ↑  Josep del Hoyo et al. (Hrsg.): Handbook of the Birds of the World. 1. Auflage. Band 6. Lynx Edicion, Barcelona, ISBN 84-87334-30-X, S. 493.
7. ↑  Bo Beolens, Michael Watkins: Whose Bird? Men and Women Commemorated in the Common Names of Birds. Christopher Helm, London 2003, ISBN 0-7136-6647-1, S. 205.
8. ↑  Allgemeine Zeitung München, Beilage vom 8. Oct. 1865 S. 4561 - Wien 2. Oct. - Frhrn. v. der Decken's Expedition nach Ost-Afrika
9. ↑   Grummt, H. Strehlow (Hrsg.): Zootierhaltung Vögel. S. 548.